# Équipe du Danemark féminine de hockey sur glace
Cet article traite de l'équipe féminine. Pour l'équipe masculine, voir Équipe du Danemark de hockey sur glace.
L' équipe du Danemark féminine de hockey sur glace est la sélection nationale du Danemark regroupant les meilleures joueuses danoises de hockey sur glace féminin lors des compétitions internationales. Elle est sous la tutelle de la Dansmarks Ishockey Union. Le Danemark est classé 11e sur 42 équipes au classement IIHF 2021 .

## Effectif
| No    | Nom                        | Position  | Club                        |
| ----- | -------------------------- | --------- | --------------------------- |
| +002, | Kristine Melberg           | Défenseur | IF Malmö (SDHL)             |
| +004, | Silke Glud                 | Attaquant | Rødovre SIK (KvindeLigaen)  |
| +008, | Josefine Persson           | Attaquant | Luleå HF (SDHL)             |
| +011, | Amalie Andersen            | Défenseur | Black Bears du Maine (NCAA) |
| +013, | Michele Brix               | Attaquant | Odense IK (KvindeLigaen)    |
| +014, | Nicoline Jensen - A        | Attaquant | HV 71 (SDHL)                |
| +015, | Amanda Refsgaard           | Défenseur | Rødovre SIK (KvindeLigaen)  |
| +017, | Sofia Skriver              | Attaquant | Luleå HF (SDHL)             |
| +018, | Maria Peters               | Attaquant | Odense IK (KvindeLigaen)    |
| +019, | Josephine Asperup          | Défenseur | IF Malmö (SDHL)             |
| +021, | Michelle Weis              | Attaquant | Black Bears du Maine (NCAA) |
| +022, | Sofie Skott                | Défenseur | Hvidovre IK (KvindeLigaen)  |
| +023, | Julie Oksbjerg             | Attaquant | Odense IK (KvindeLigaen)    |
| +027, | Lilli Friis-Hansen         | Attaquant | Engineers de RPI (NCAA)     |
| +030, | Lisa Jensen                | Gardien   | IF Malmö (SDHL)             |
| +033, | Emma-Sofie Nordström       | Gardien   | Linköping HC (SDHL)         |
| +044, | Julie Østergaard           | Attaquant | Hvidovre IK (KvindeLigaen)  |
| +050, | Mia Bau Hansen             | Attaquant | IF Malmö (SDHL)             |
| +063, | Josefine Jakobsen - C      | Attaquant | Djurgården Hockey (SDHL)    |
| +068, | Emma Russell               | Attaquant | Rødovre SIK (KvindeLigaen)  |
| +072, | Cassandra Repstock-Romme   | Gardien   | Hvidovre IK (KvindeLigaen)  |
| +087, | Simone Jacquet Thrysøe - A | Défenseur | Aalborg IK (KvindeLigaen)   |
| +089, | Malene Frandsen - A        | Défenseur | IF Malmö (SDHL)             |

## Résultats

### Jeux olympiques
- 1998-2010 — Ne participe pas
- 2014 — Non qualifié
- 2018 — Non qualifié
- 2022 — Dixième

### Championnats du monde
- 1990 — Ne participe pas
- 1992 — Septième
- 1994 — Ne participe pas
- 1997 — Ne participe pas
- 1999 — Quatorzième (6e du Groupe B)
- 2000 — Douzième (4e du Groupe B)
- 2001 — Seizième (8e du Groupe B)
- 2003 — Seizième (2e de Division II)
- 2004 — Seizième (1er de Division II)
- 2005 — Treizième (5e de Division I)
- 2007 — Quinzième (6e de Division I)
- 2008 — Dix-septième (2e de Division II)
- 2009 — Vingtième (5e de Division II)
- 2011 — Dix-septième (3e de Division II)
- 2012 — Quinzième (1er de la Division IB)
- 2013 — Dixième (2e de la Division IA)
- 2014 — Onzième (3e de la Division IA)
- 2015 — Douzième (4e de la Division IA)
- 2016 — Douzième (4e de la Division IA)
- 2017 — Douzième (4e de la Division IA)
- 2018 — Douzième (4e de la Division IA)
- 2019 — Douzième (2e de la Division IA)
- 2020 — Pas de compétition en raison de la pandémie de coronavirus[3]
- 2021 — Dixième

Note :  Promue ;  Reléguée

### Championnats d'Europe
- 1989 - Sixième
- 1991 -  Troisième
- 1993 - Sixième
- 1995 - 2e du Groupe B
- 1996 - 1er du Groupe B

### Classement mondial
| Année | Rang | Points | Progression |
| ----- | ---- | ------ | ----------- |
| 2003  | 16   | 635    | -           |
| 2004  | 16   | 1 455  | ±0          |
| 2005  | 14   | 1 700  | +2          |
| 2006  | 17   | 1 070  | -3          |
| 2007  | 17   | 1 485  | ±0          |
| 2008  | 18   | 1 650  | -1          |
| 2009  | 19   | 1 760  | -1          |
| 2010  | 22   | 1 165  | -3          |
| 2011  | 21   | 1 370  | +1          |
| 2012  | 19   | 1 625  | +2          |

| Année      | Rang | Points | Progression |
| ---------- | ---- | ------ | ----------- |
| 2013       | 17   | 1 970  | +2          |
| Fév. 2014  | 12   | 2 265  | +5          |
| Avril 2014 | 11   | 3 185  | +1          |
| 2015       | 10   | 2 975  | +1          |
| 2016       | 10   | 2 740  | ±0          |
| 2017       | 11   | 2 490  | -1          |
| Fév. 2018  | 13   | 3 135  | -2          |
| Avril 2018 | 12   | 3 130  | +1          |
| 2019       | 11   | 2 910  | +1          |
| 2020       | 11   | 2 750  | ±0          |
| 2021       | 11   | 2 555  | ±0          |

## Équipe moins de 18 ans

### Championnat du monde moins de 18 ans
L'équipe des moins de 18 ans n'a pas participé aux championnats du monde avant 2014, soit 7 ans après la première édition.
- 2008-2014 — Ne participe pas
- 2015 — 1er de la Qualification pour la Division I
- 2016 — 6e de la Division I[22]
- 2017 — 2e de la Division IB
- 2018 — 1re de la Division IB
- 2019 — 5e de Division IA
- 2020 — 6e de Division IA
- 2021 — Pas de compétition en raison de la pandémie de coronavirus